# Svanshall

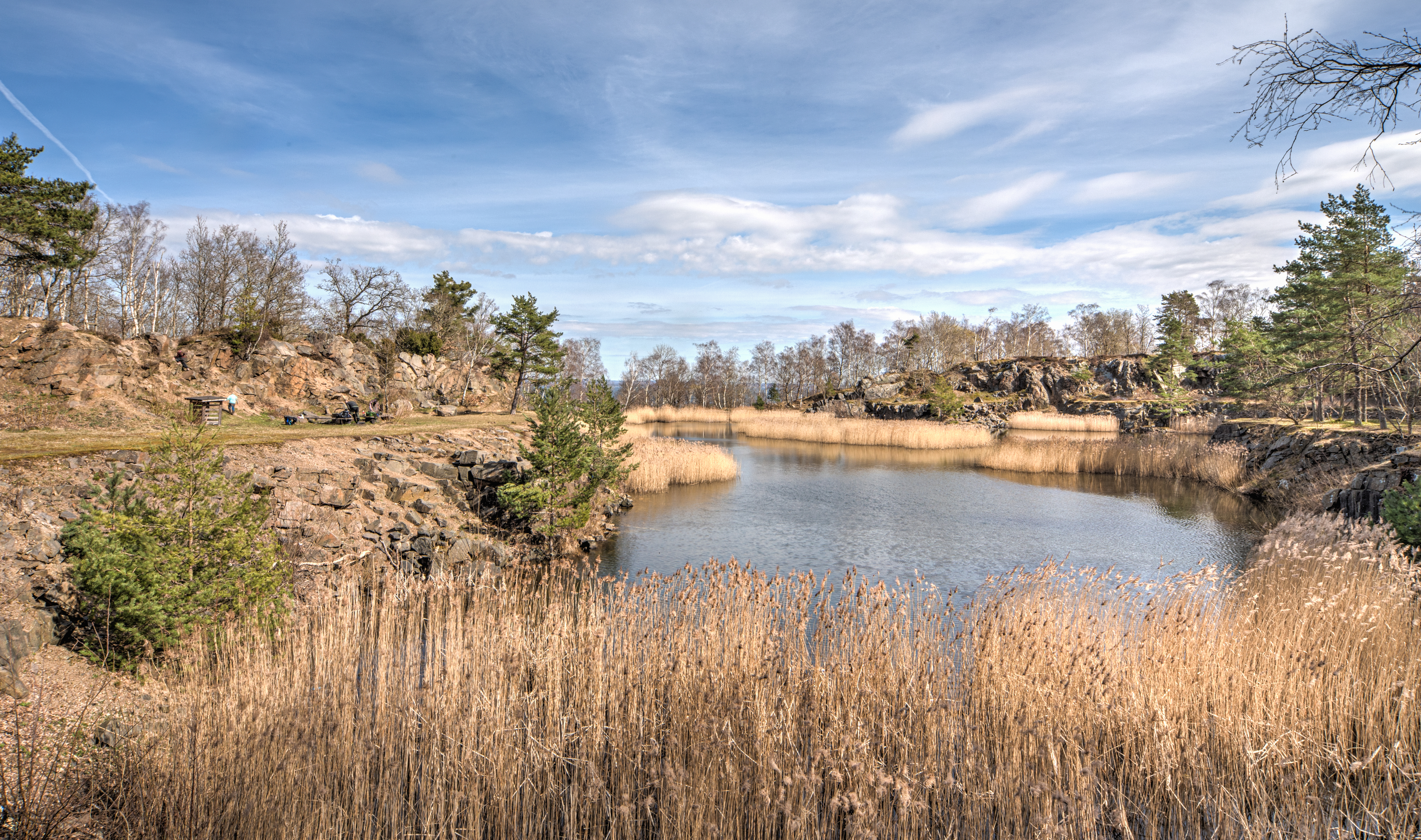
Stenbrottet, numera vattenfyllt

Svanshall är en fiskeby inom tätorten Jonstorp vid västra Skälderviken i Jonstorps socken i nordvästra Skåne, cirka 25 kilometer norr om Helsingborg. Närmsta byn söderut är Jonstorp; norrut längs kusten ligger byarna Skäret och Arild. Svanshall klassades som småort av SCB år 1990, men växte därefter samman med Jonstorp.
I Svanshall finns en gästhamn och fyr. Den 15 juli 1749 passerade Carl von Linné Svanshall på sin skånska resa. Det noterades: "Svanehall ligger 3 quart ifrån Krapparp wid Norra hafs-sidan, där denna stenart brytes til Spisar och Skårstenar."

## Fotnoter
1. ↑  Trafikverkets webbplats, Linnés skånska resa 1749 Arkiverad 30 oktober 2017 hämtat från the Wayback Machine.